# Maceda (parroquia)
Maceda (llamada oficialmente San Pedro de Maceda) es una parroquia y una villa española del municipio de Maceda, en la provincia de Orense, Galicia.

## Organización territorial
La parroquia está formada por siete entidades de población:
- Casonel
- Chaioso
- A Eirexa
- Francos
- Maceda
- Outeiro da Torre
- Sarreaus

## Demografía

### Parroquia
| Gráfica de evolución demográfica de Maceda (parroquia) entre 2000 y 2023 |
|                                                                          |
| Datos según el nomenclátor publicado por el INE.                         |

### Villa
| Gráfica de evolución demográfica de Maceda (villa) entre 2000 y 2023 |
|                                                                      |
| Datos según el nomenclátor publicado por el INE.                     |